# August Reifferscheid
Karl Wilhelm August Reifferscheid (* 3. Oktober 1835 in Bonn; † 10. November 1887 in Straßburg) war ein deutscher Philologe.

## Leben
August Reifferscheid war der Sohn des Bonner Drechslermeisters Heinrich Reifferscheid (1805–1884) und dessen Frau Maria Sibilla Odilia, geb. Scheuren (1813–1891). Sein Großvater war der „Pannenbäcker“ Stephan Reifferscheidt (1759–1825) aus Rheinbreitbach, der mit Anna Katharina Stockhausen verheiratet war. Sein Bruder war der Germanist Alexander Reifferscheid. Reifferscheid heiratete Anna Maria Simrock (1846–1905) und wurde damit Schwiegersohn  des Philologen und Schriftstellers Karl Simrock und der Vater des Düsseldorfer Akademieprofessors Heinrich Reifferscheid und des Gynäkologen Karl Reifferscheid (1874–1926) sowie Onkel des in Mecklenburg wirkenden  Kunsthistorikers Heinrich Reifferscheid.
Ab 1845 besuchte er das Bonner Gymnasium. Zum Schulleiter Ludwig Schopen entwickelte er eine innige Verbindung und führte ein Buchprojekt nach dessen Tod 1857 zu Ende. Er studierte Klassische Philologie seit 1853 in Bonn, wo er sich 1860 auch habilitierte. Anschließend reiste er 1861 bis 1863 zu Forschungszwecken nach Florenz in Italien. Im Herbst 1863 kehrte er nach Deutschland zurück, um seine Lehrtätigkeit wieder aufzunehmen. Im Auftrag der Wiener Akademie reiste er 1864 bis 1866 erneut nach Italien. Dort hat er für das Corpus scriptorum ecclesiasticorum latinorum (CSEL) alte Handschriften wissenschaftlich untersucht. 
Nach seiner Rückkehr nach Bonn Ende 1866 wurde er im Jahr 1867 außerordentlicher Professor in Bonn, 1868 in Breslau sowie 1885 in Straßburg. Im Jahr 1877 wurde er korrespondierendes Mitglied der Kaiserlichen Akademie der Wissenschaften in Wien. Reifferscheid beschäftigte sich mit klassischer und deutscher Literaturgeschichte. Er war befreundet mit zeitgenössischen Schriftstellern wie L. V. Bar, W. Junkmann, Th. Weber, G. Gräber und A. Gaspary.
1869 heiratete er Anna Simrock, die ihm fünf Kinder schenkte: Sieglinde (* 1871), Heinrich (1872–1945), Karl (1874–1926), Agnes (1878–1959) und Wilhelm (1883–1916). 
Er übertrug unter anderen frühe christliche Schriften aus dem Lateinischen ins Deutsche. Unter diesen waren Arnobius der Ältere und Tertullian.
Reifferscheid starb 1887 in Straßburg. Seine letzte Ruhestätte fand er auf dem Cimetière Saint-Gall in Straßburg-Königshofen (Sektion 4-3-18).

## Schriften (Auswahl)
- Suetoni praeter Caesarum libros reliquiae. Teubner, Leipzig 1860 (Digitalisat).
- Bibliotheca Patrum latinorum italica. 2 Bände. K.k. Hof- und Staatsdruckerei, Wien 1865–1872 (Digitalisate: Band 1, Band 2).
- Arnobii adversus nationes libri VII. Wien 1875.
- Annae Comnenae Alexiadis libri X–XV. Weber, Bonn 1878 (Digitalisat).
- Alexia Textausgabe. 2 Bände. Leipzig 1884.